# Гербологія
Герболо́гія (лат. herba — трава, рослина; logos — слово, наука) — наука, що вивчає біологічні особливості бур'янів, їх поширення, видовий склад, рясність у складі агрофітоценозів та розробляє методи регулювання рівня їх присутності та шкодочинності
Гербологія тісно пов'язана з іншими науками: ботанікою, агрофітоценологією, землеробством, рослинництвом, овочівництвом та іншими.
Об'єктом вивчення гербології є сегетальна та рудеральна рослинність і система заходів по регулювання їх рівня присутності в складі культурфітоценозів.
Предметом вивчення є функції та функціональні зв'язки бур'янового компоненту в агрофітоценозах і їх зміна під впливом різних заходів регулювання.
Основні розділи гербології:
- наукові основи гербології;
- сегетальна і рудеральна рослинність;
- системи контролювання бур'янового компоненту.